# Corno Birone
Il Corno Birone è un monte alto 1.116 m s.l.m. che si trova nel Triangolo lariano.

## Descrizione

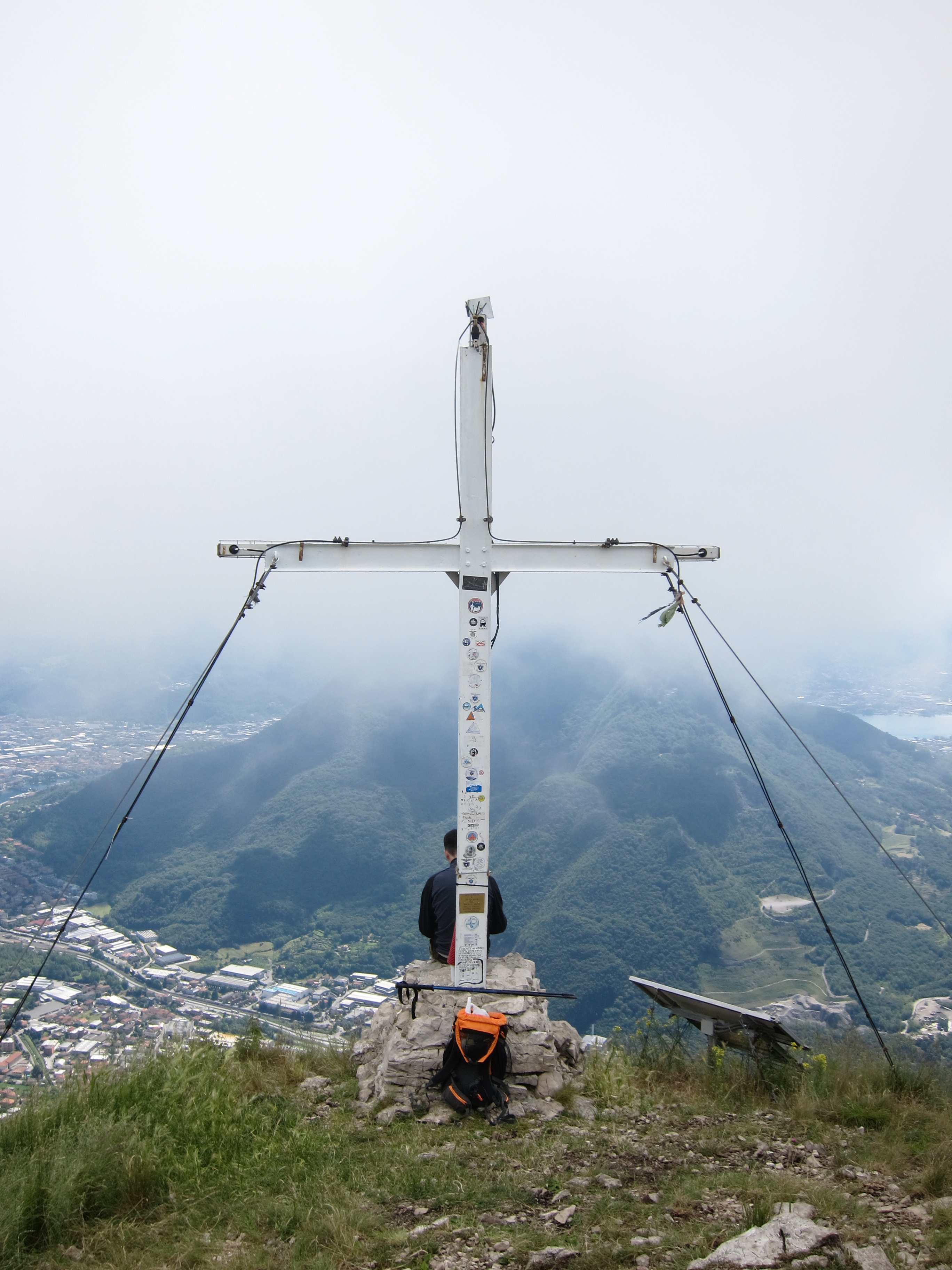
Croce di vetta sul Corno Birone

Il Corno Birone è uno sbalzo di roccia calcarea che raggiunge quota 1.116 m s.l.m. la cui cima e la croce di vetta sono visibili anche da valle dal comune di Valmadrera. Il monte è collegato da una cresta al Monte Rai e al Monte Prasanto. Sulle pendici del Corno Birone è presente un sasso erratico di circa 1000 tonnellate chiamato Sass Negher ("Sasso Nero" in dialetto) che si può raggiungere con un sentiero che si dirama dal sentiero Lucio Vassena.

## Ascensione
Si può raggiungere la vetta per vari percorsi, il più breve è quello che parte dal Santuario Madonna di San Martino a Valmadrera e segue il sentiero Lucio Vassena o quello parallelo il sentiero Dario e William. Questa salita, classificata EE, si sviluppa su un percorso di 850 metri di dislivello di circa 3,5 chilometri che si percorrono in poco più di due ore. In alternativa si possono percorrere i sentieri che portano alla vetta del Monte Rai o del Monte Prasanto proseguendo poi in cresta verso il Corno Birone.